# Thomas Sotinel
Thomas Sotinel, né le 22 octobre 1958, est un journaliste français.

## Biographie
En 1989, Thomas Sotinel entre au journal Le Monde, d'abord à la rubrique musique, puis correspondant en Afrique notamment en République démocratique du Congo, et à partir de 2000 comme critique de cinéma.

## Ouvrages
- Pedro Almodovar, éd. Les Cahiers du cinéma, coll. « Grands cinéastes », 2007, 98 p. (ISBN 9782866424923)
- Martin Scorsese, éd. Les Cahiers du cinéma, coll. « Grands cinéastes », 2007, 98 p. (ISBN 9782866424817)[1]
- Rock & cinéma, éditions de la Martinière, 2012,  (ISBN 978-2732448091)